# Neognosticismo
Neognosticismo é o termo usado para se referir às religiões e seitas místicas que surgiram com o renascimento das idéias gnósticas no século XIX, especialmente devido ao livro Pistis Sophia, que teria sido ditado por Jesus, cuja manuscrito foi adquirido pelo Museu Britânico em 1795. Neognóstico também se refere a todo e qualquer buscador moderno do conhecimento arcano e praticante das Artes que visam à consecução da gnose (conhecimenno interno e metafísico) do verdadeiro Eu Superior individual.
Muitos ocultistas modernos estudaram o gnosticismo e basearam suas concepções e práticas nele, como por exemplo, Aleister Crowley ,  Arnold Krumm-Heller e Samael Aun Weor etc.

## História
Os maandaianos são uma antiga seita gnóstica ainda ativa no Irã e no Iraque, com pequenas comunidades em outras partes do mundo.
O final do século 19 viu a publicação de estudos populares simpáticos, utilizando materiais-fonte redescobertos recentemente. Nesse período, houve também o renascimento de um movimento religioso gnóstico na França. O surgimento da biblioteca [Nag Hammadi] em 1945 aumentou bastante a quantidade de material de origem disponível. Sua tradução para o inglês e outras línguas modernas em 1977 resultou em uma ampla divulgação e, como resultado, teve influência observável em várias figuras modernas e na cultura ocidental moderna em geral. Este artigo tenta resumir as figuras e movimentos modernos que foram influenciados pelo gnosticismo, antes e depois da descoberta de Nag Hammadi.
Vários corpos eclesiásticos que se identificam como gnósticos também se estabeleceram ou se restabeleceram desde a Segunda Guerra Mundial, incluindo a [Ecclesia Gnostica], Johannite Church, Ecclesia Gnostica Catholica, a Igreja Thomasine (para não confundir com os [cristãos de São Tomás]] da Índia) a Igreja Gnóstica Alexandrina e o Colégio Norte-Americano de Bispos Gnósticos.
Charles William King foi um escritor e colecionador britânico de pedras preciosas antigas com inscrições mágicas. Sua coleção foi vendida por causa de sua falta de visão e foi apresentada em 1881 ao Metropolitan Museum of Art, Nova York. King foi reconhecido como uma das maiores autoridades em gemas.